# Fodboldlandskampen Sverige-Danmark i Stockholm 1-1
Fodboldlandskampen Sverige-Danmark i Stockholm 1-1 er en dansk dokumentarisk optagelse fra 1940, der bringer reportage fra fodboldlandskampen mellem Danmark og Sverige, der blev spillet den 6. oktober 1940 på Råsunda i Stockholm. Kampen endte 1-1. Det danske mål blev scoret af Børge Mathiesen.
I filmen ses også den svenske kong Gustav 5.